# Masakra w Xocalı
Masakra w Xocalı (Chodżały) (azer. Xocalı soyqırımı) – określenie masowej egzekucji na azerskiej ludności cywilnej, która miała miejsce w nocy 25/26 lutego 1992 w mieście Xocalı (Chodżały), w czasie wojny o Górski Karabach.

## Tło wydarzeń
W czasie ormiańsko-azerskiej wojny o Górski Karabach miasto Xocalı (Chodżały) miało szczególne znaczenie strategiczne. Położone przy drodze łączącej Stepanakert z Ağdam, dysponowało także jedynym lotniskiem w regionie. W początkowej fazie wojny stacjonujące w mieście oddziały azerskie ostrzeliwały Stepanakert. W październiku 1991 siły ormiańskie zablokowały drogę łączącą Xocalı z Ağdam, przez co zaopatrzenie do miasta mogło być dostarczane wyłącznie drogą powietrzną. Miasta w tym czasie bronił oddział Əlifa Hacıyeva, liczący ok. 160 ludzi, uzbrojonych w lekką broń. W mieście przebywało ponad 4 tys. uciekinierów, przekraczając znacznie liczbę ludności miasta sprzed konfliktu.

## Masakra

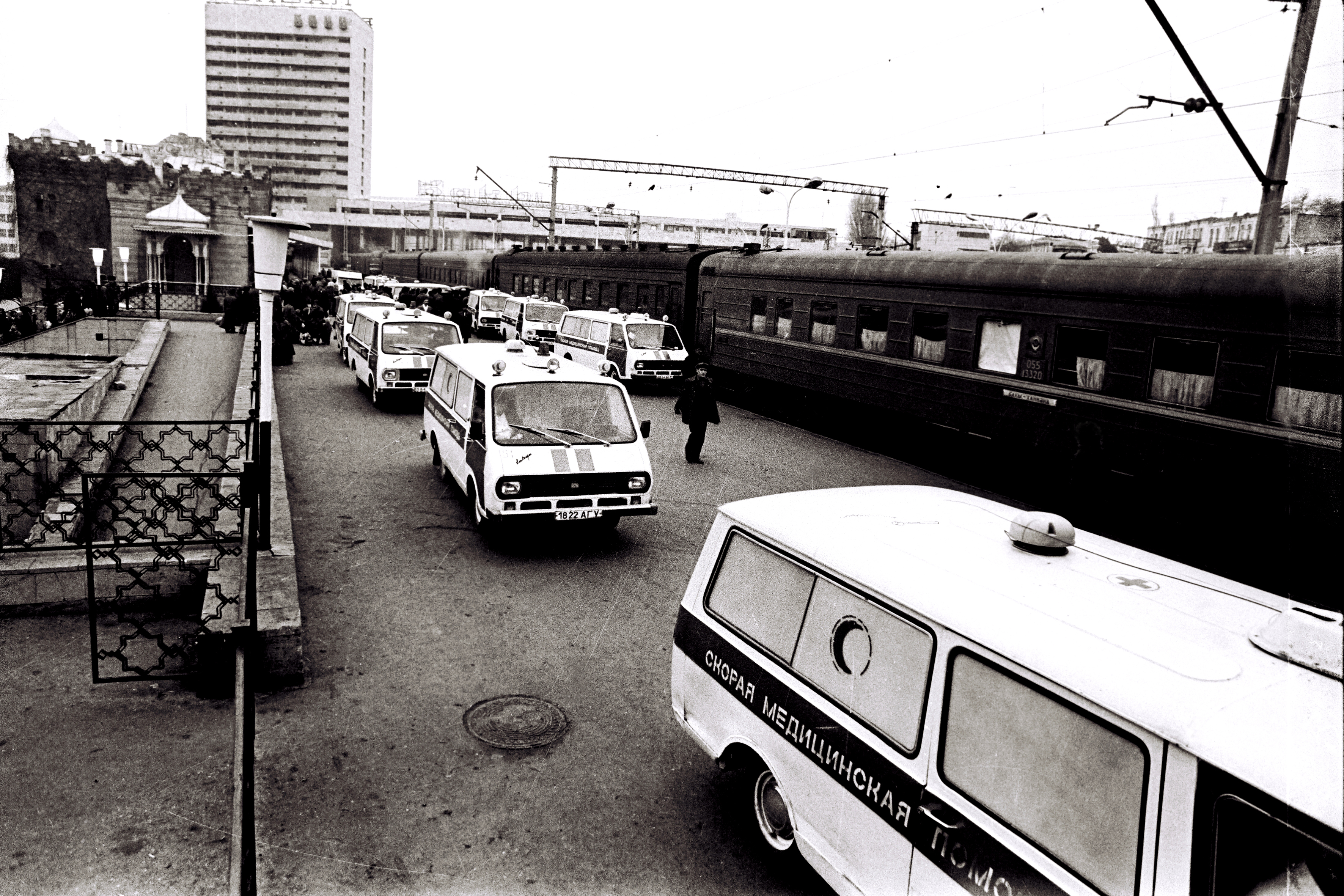
Ambulanse RAF-2203 wiozące ciała ofiar masakry

Do tragedii doszło, kiedy do rogatek miasta dotarły pierwsze oddziały ormiańskie, a z miasta wyruszyła nocą kolumna cywilnych uchodźców. Kiedy zbliżyli się do granicy z Azerbejdżanem, siły ormiańskie (według strony azerskiej) otworzyły ogień. Kolumna uciekinierów rozproszyła się w czasie ostrzału, część próbowała uciekać w góry, część została schwytana w okolicach wsi Naxçıvanlı (Nachiczewanik) i Pircamal (Pirdżamał). W mieście pozostało kilkaset osób, ukrywających się w domach i w piwnicach. Część z nich padła ofiarą ostrzału artyleryjskiego. W ciągu nocy zginęło ponad 200 ludzi (wg danych Human Rights Watch) lub 485–613 osób, w tym 106 kobiet i 83 dzieci (wg władz azerskich).

## Odpowiedzialność za zbrodnię
Obserwatorzy Human Rights Watch wskazują, że odpowiedzialność za zbrodnię ponoszą siły armeńskie. O Ormianach jako sprawcach masakry pisali zagraniczni dziennikarze obecni w rejonie Xocalı – Anatol Lieven z „The Times” i Helen Womack („The Independent”). Strona ormiańska obciążała odpowiedzialnością za masakrę milicję azerską, która miała strzelać do cywilów, próbujących opuścić miasto. Niektóre ze źródeł ormiańskich uznawały odpowiedzialność Ormian za zbrodnię, określając ją aktem zemsty za pogrom ludności ormiańskiej w Sumgaicie w 1988.
Współodpowiedzialnością za zbrodnię obciążano także rosyjski 366 pułk piechoty zmotoryzowanej, biorący udział w ataku na Xocalı, ale także dostarczający broni i amunicji oddziałom ormiańskim. Wkrótce po masakrze, w marcu 1992 jednostka została wycofana z rejonu konfliktu.

## Pamięć o zbrodni

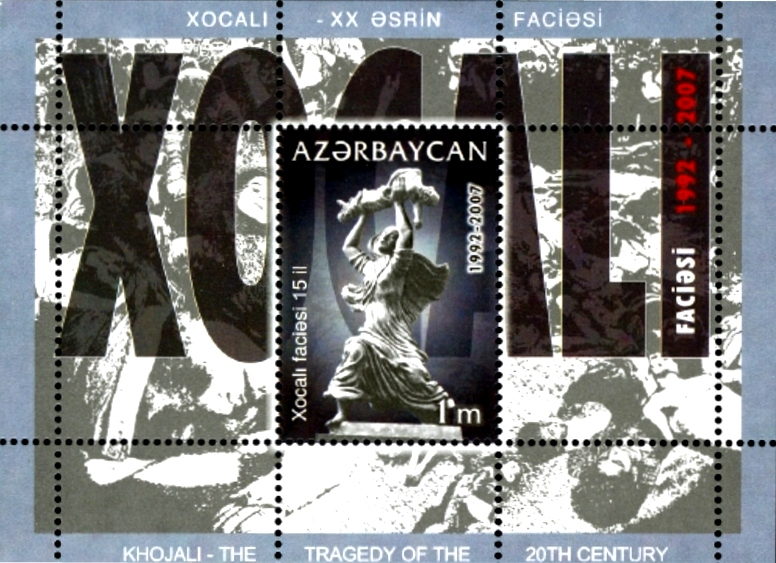
Azerski znaczek pocztowy upamiętniający rocznicę masakry

Pomnik upamiętniający ofiary Xocalı stanął w Hadze, zbudowany z inicjatywy diaspory azerskiej. Podobne pomniki stanęły w Ankarze, na przedmieściach Berlina, w lutym 2012 w Sarajewie, a w sierpniu 2012 w Meksyku, na placu który nosi imię ofiar masakry.